# 拉罗德
拉罗德（法語：Larodde，法語發音：[laʁɔd]）是法国多姆山省的一个市镇，属于伊苏瓦尔区。

## 地理
拉罗德（45°31'33"N, 2°33'0"E）面积23.04 平方千米，位于法国奥弗涅-罗讷-阿尔卑斯大区多姆山省，该省份为法国中南部省份，北起阿列省接壤，东临卢瓦尔省，南至上盧瓦爾省和康塔爾省，西接科雷兹省和克勒兹省。
与拉罗德接壤的市镇（或旧市镇、城区）包括：桑格勒、莫内斯捷波尔迪约、孔福朗波尔迪约、巴尼奥勒、拉贝塞特、托沃、特雷穆耶圣卢。

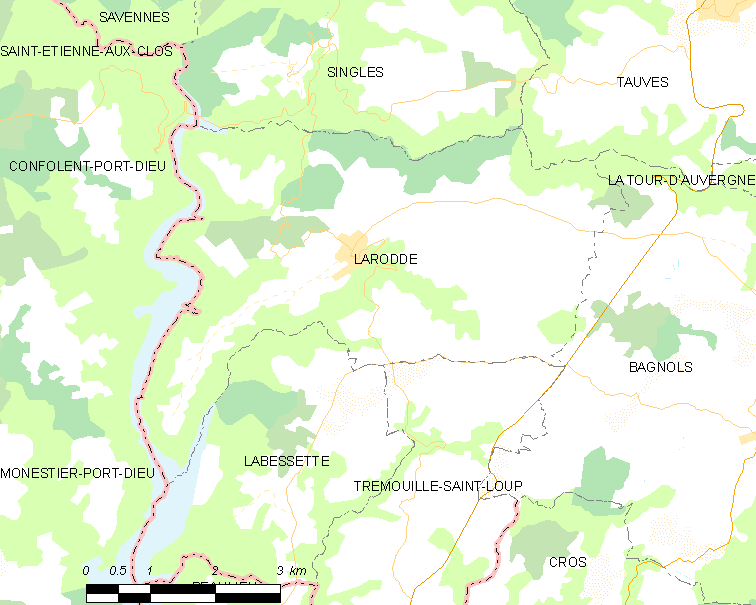
拉罗德的OSM定位图

拉罗德的时区为UTC+01:00、UTC+02:00（夏令时）。

## 行政
拉罗德的邮政编码为63690，INSEE市镇编码为63190。

## 政治
拉罗德所属的省级选区为勒桑西县。

## 人口

1962-2008年间拉罗德人口变化图示

拉罗德于2022年1月1日时的人口数量为290人。